# Radio Myanmar
Radio Myanmar est une station de radio d'état birmane. Émanation du ministère birman de l'information, elle a des bureaux à Yangon, capitale économique du pays, et depuis 2007 également à Naypyidaw, capitale politique du Myanmar (Birmanie). Station généraliste, elle diffuse des reportages, des informations, du divertissement, des émissions éducatives et de la musique, essentiellement en birman, mais aussi en anglais à certaines heures de la journée. Comme média d'état, elle sert également de relais de propagande au gouvernement birman. 
Radio Myanmar a conservé une situation de quasi-monopole jusqu'en 1997 et la création des radios municipales de Yangon (Yangon City FM) et Mandalay (Mandalay City FM). Son audience souffre néanmoins de la concurrence de stations étrangères, telles que VOA, BBC ou Democratic Voice of Burma. Station incontournable du paysage radiophonique birman, elle émet en modulation d'amplitude (AM), en modulation de fréquence (FM) et en sous-porteuse de Myanmar International sur le satellite Thaïsat 5. Radio Myanmar a plusieurs « petites sœurs » dépendant du ministère de l'information, dont Radio Myanmar Padauk Myay Service et Radio Myanmar Minorities Service/Distance Learning Programmes. Defence Forces Broadcasting Station dépend quant à elle du ministère de la défense.

## Histoire
Les premiers essais de radiodiffusion débutent en 1936, alors que la Birmanie est encore une colonie britannique. Les programmes réguliers de Bama Athan (La voix de la Birmanie), ancêtre de Radio Myanmar, sont diffusés à partir de 1946, chapeautés par une organisation de radiodiffusion établie par les Britanniques, baptisée Burma Broadcasting Service (BBS). La grille des programmes de Bama Athan comprend alors des émissions d'information, des programmes éducatifs, du divertissement et de la musique, le tout en anglais et birman. Au moment de l'indépendance du pays, en 1948, Bama Athan est rebaptisée Myanma Athan (La voix du Myanmar).
La station est renommée Radio Myanmar par le gouvernement militaire du général Saw Maung, qui prend le pouvoir en 1988. La compagnie de radio et de télévision birmane (qui avait conservé jusque-là le nom de Burma Broadcasting Service, ou BBS) devient Myanmar Radio and Television (MRTV) en 1997.